# Linea ferroviaria elettrica Chōshi
La linea ferroviaria elettrica Chōshi (銚子電気鉄道線?, Chōshi Denki tetsudō-sen) è una breve linea ferroviaria urbana a scartamento ridotto della città di Chōshi, nella prefettura di Chiba, in Giappone. La ferrovia è interamente a binario singolo e in sede riservata, con elettrificazione a 600 V di tipo tranviario. La velocità massima dei convogli è di 40 km/h.

## Servizi
I treni percorrono la linea con circa 2 o 3 coppie all'ora, con orario non cadenzato.

## Stazioni

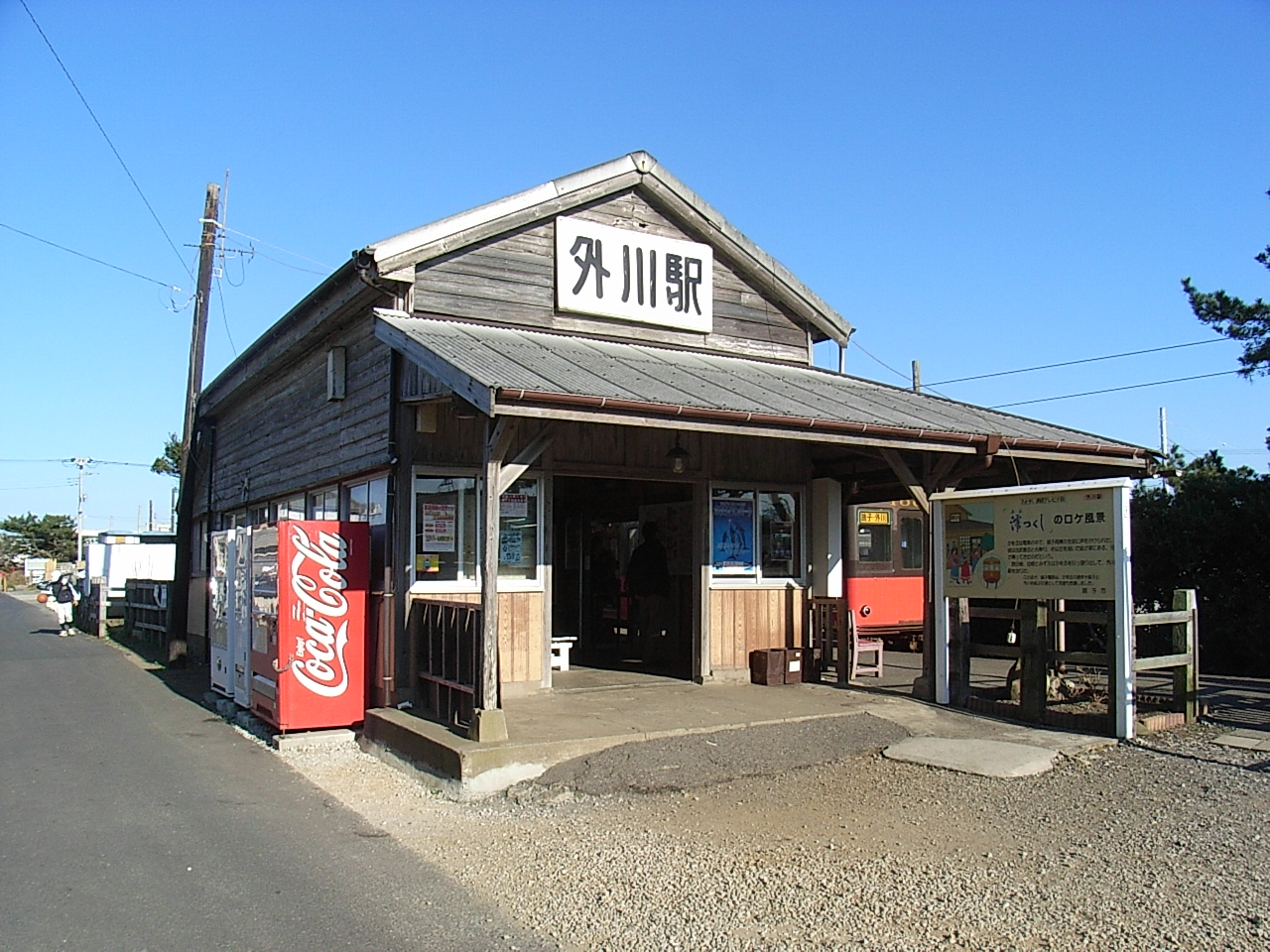
La stazione di Tokawa, il capolinea meridionale della ferrovia, gennaio 2007

| Staziome         | Giapponese | Distanza totale | Distanza interst. | Interscambio          | Inaugurazione     | Posizione |
| ---------------- | ---------- | --------------- | ----------------- | --------------------- | ----------------- | --------- |
| Chōshi           | 銚子       | 0.0             | -                 | Linea principale Sōbu | 5 luglio 1923     | Chōshi    |
| Nakanochō        | 仲ノ町     | 0.5             | 0.5               |                       | 5 luglio 1923     | Chōshi    |
| Kannon           | 観音       | 1.1             | 0.6               |                       | 5 luglio 1923     | Chōshi    |
| Moto-Chōshi      | 本銚子     | 1.8             | 0.7               |                       | 5 luglio 1923     | Chōshi    |
| Kasagami-Kurohae | 笠上黒生   | 2.7             | 0.9               |                       | 1º luglio 1925    | Chōshi    |
| Nishi-Ashikajima | 西海鹿島   | 3.2             | 0.5               |                       | 1 March 1970      | Chōshi    |
| Ashikajima       | 海鹿島     | 3.6             | 0.4               |                       | 5 luglio 1923     | Chōshi    |
| Kimigahama       | 君ヶ浜     | 4.7             | 1.1               |                       | 21 giugno 1931    | Chōshi    |
| Inubō            | 犬吠       | 5.5             | 0.8               |                       | 1º settembre 1935 | Chōshi    |
| Tokawa           | 外川       | 6.4             | 0.9               |                       | 5 luglio 1923     | Chōshi    |